# 몬테산조르조산

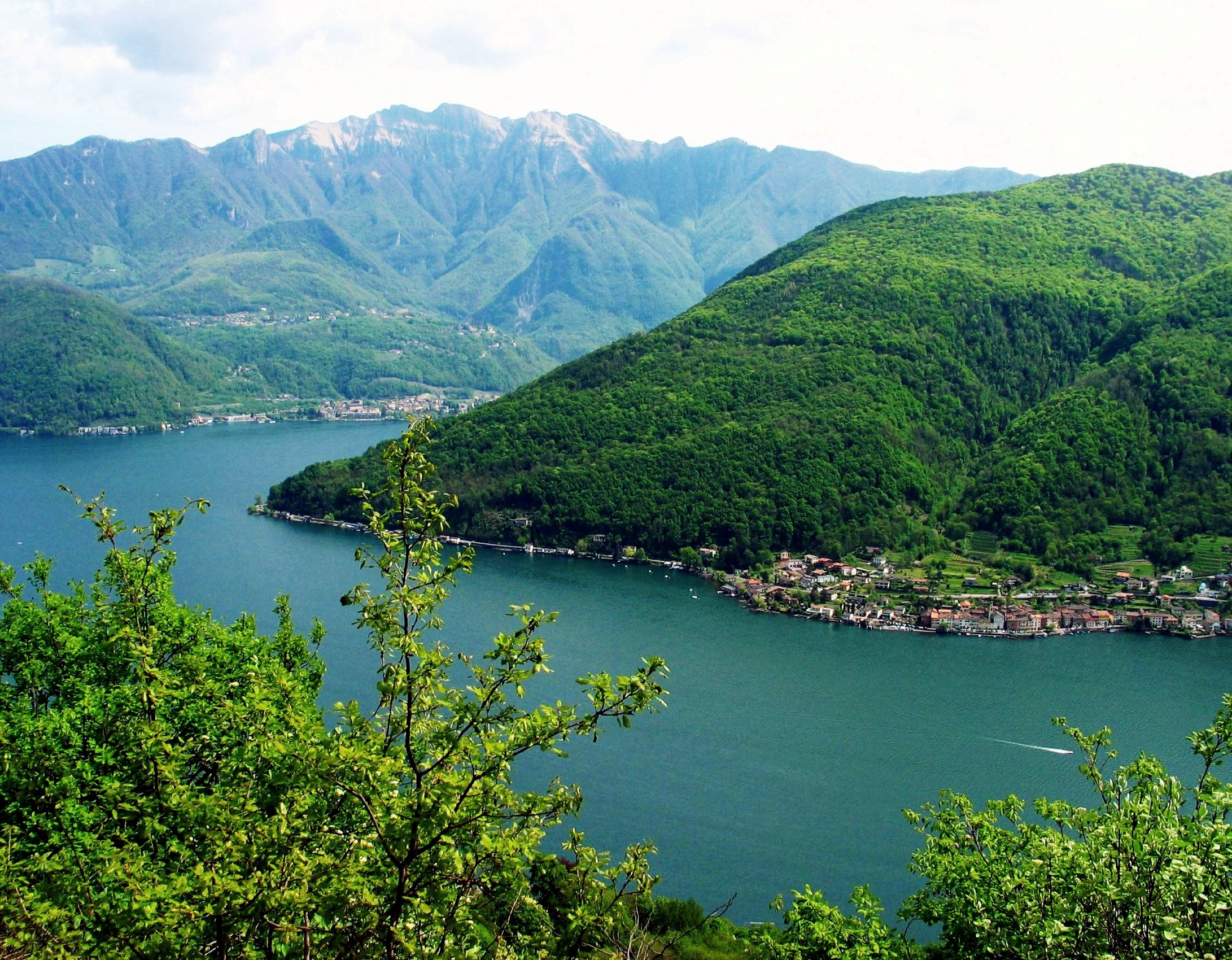

몬테산조르조산(이탈리아어: Monte San Giorgio)은 스위스와 이탈리아 경계를 둔 산이자 유네스코 세계유산이다. 스위스 티치노주 칸톤의 루가노호를 들여다볼 수 있는 루가노 프레알프스 지역의 일부이다.
해발 1,097미터의 나무로 우거진 산이다. 대체로 피라미드형으로 되어 있으며 루가노호를 따라 가파른 경사로 이어지며 포 계곡을 따라 점점 좁아지는 형태로 구성된다.